# Cadenazzo
Cadenazzo is een gemeente en plaats in het Zwitserse kanton Ticino, en maakt deel uit van het district Bellinzona.
Cadenazzo telt 2089 inwoners.